# Патентное право Китая
Патентный закон Китайской Народной Республики был принят 12 марта 1984 года. С 19 января 1985 года действует Инструкция к Патентному закону, в которую были внесены изменения 15 июня 2001 года. С 1 октября 2009 г. в Китае вступила в силу третья редакция Закона КНР «О патентах» от 27.12.2008 и заменила ранее действовавшую редакцию закона 2000 года. Основным исполнительным органом в области выдачи патентов в Китае является Управление по патентам Государственного совета КНР.

## Объекты патентования
Изобретение — это новое техническое решение, относящееся к продукту, способу или усовершенствованию продукта или способа.
Полезная модель — это новое техническое решение, относящееся к форме, структуре или сочетанию этих двух элементов или к продукту, который пригоден к практическому использованию.
Промышленный образец характеризуется любым новым очертанием формы, конфигурации, цветом или сочетанием этих элементов в продукте, который создает эстетическое впечатление и пригоден к промышленному применению.
Не выдаются патенты на изобретения (согласно ст. 5 закона):
- противоречащие законам государства;
- противоречащие общественной морали;
- наносящие вред публичному интересу.

Согласно ст. 25 закона не признаются патентоспособными:
- научные открытия;
- правила и методы интеллектуальной деятельности (бизнес-планы, правила игр и т. д.);
- способы диагностики и лечения болезней;
- породы животных;
- сорта растений;
- вещества, полученные путём ядерных превращений.

Страны, выбравшие Китай для регистрации изобретений по процедуре PCT

## Сроки действия патентных прав
По законодательству Китая срок действия патента отсчитывается с момента подачи заявки в патентное ведомство. Для изобретения срок действия исключительного права составляет 20 лет. Для промышленного образца и полезной модели — 10 лет (ст. 45). Однако патентные права могут прекратиться до истечения срока (ст. 47), если:
- владелец прав не уплатил установленную пошлину (согласно ст. 46 патентовладелец обязан уплачивать пошлину, начиная с того года, когда ему были предоставлены патентные права);
- патентовладелец подаст письменное заявление об отказе от своих патентных прав.

При этом патентное ведомство Китая регистрирует все случаи прекращения патентных прав и публикует официальное сообщение об этом.

## Критерии патентоспособности[4]

### Критерии патентоспособности изобретения
Абсолютная мировая новизна
Критерий абсолютная мировая новизна появился в 2000 году в связи с реформой патентного закона КНР. Это было необходимым условием для вступления Китая в ВТО. До этого был критерий относительная мировая новизна. Который означает, что новизну изобретения порочат поданные ранее в патентное ведомство заявки, в которых заявлены аналогичные изобретения. Однако открытое применение изобретения за границей не относится к порочащим новизну сведениям. В то время как согласно критерию абсолютная мировая новизна учитываются публикации и открытое применение или любое раскрытие сущности изобретения где-либо в мире до даты подачи заявки (ст. 22 Патентного закона КНР).
Изобретательский уровень
Под изобретательским уровнем подразумевается, что данное изобретение обладает существенными особенностями и представляет собой очевидный прогресс по сравнению с техникой и технологией, существовавшими до дня подачи заявки.
Практическая применимость
Практическая применимость означает, что изобретение может изготовляться (то есть его можно физически реализовать) или применяться (в промышленности, в сельском хозяйстве и т. д.), а также может приносить положительный эффект.

### Критерии патентоспособности полезной модели
Полезная модель должна удовлетворять тем же критериям патентоспособности, что и изобретение, кроме изобретательского уровня.

### Критерии патентоспособности промышленного образца
Согласно ст. 23, промышленный образец, на который предоставляются патентные права, должен быть новым и оригинальным на дату подачи заявки.

## Льготы по новизне
Заявитель имеет льготу по новизне, если он подаст заявку в течение шести месяцев после следующих обстоятельств (ст. 24):
- если изобретение было продемонстрировано на международной выставке организованной или признанной правительством Китая;
- если изобретение было обнародовано на определенной научной или технической конференции;
- если содержание изобретения было раскрыто другим лицом без согласия автора.

## Экспертиза
Согласно Патентному закону КНР патентная экспертиза является отсроченной (ст. 35). Это означает, что заявитель должен в течение трех лет после подачи заявки направить ходатайство о проведении экспертизы по существу. Если в процессе экспертизы выяснится, что заявка не удовлетворяет условиям установленными законом (см. [[Патентное право Китая#Критерии патентоспособности[3]|выше]]), то заявителю направляется запрос с требованием, чтобы он в установленный срок изложил своё мнение или внес исправления в заявку. Если без уважительных причин этот срок не соблюден, то данная заявка считается отозванной. В случае, если после предоставления дополнительных материалов она по-прежнему рассматривается как не соответствующая установленным законом требованиям, то выносится решение об отказе в выдаче патента. Если после экспертизы по существу заявки отсутствуют причины для её отклонения, то выносится решение о выдаче патента.
Список документов заявки:
- заявление;
- описание изобретения;
- формула;
- ходатайство о предоставлении патентных прав.

Для подачи заявки на изобретение или на полезную модель чертежи являются необязательным документом. В то время, как для промышленного образца чертеж или фотография являются обязательным документом. Кроме того необходимо представить в письменной форме заявление, а также надлежит указать продукцию, для которой применяется данное дизайнерское решение, и её видовую принадлежность.

## Договор о патентной кооперации
C 1 января 1994 года Китай стал полноправным участником Договора о патентной кооперации.